# 842 TCN
842 TCN là một năm trong lịch La Mã.